# 千米每小时

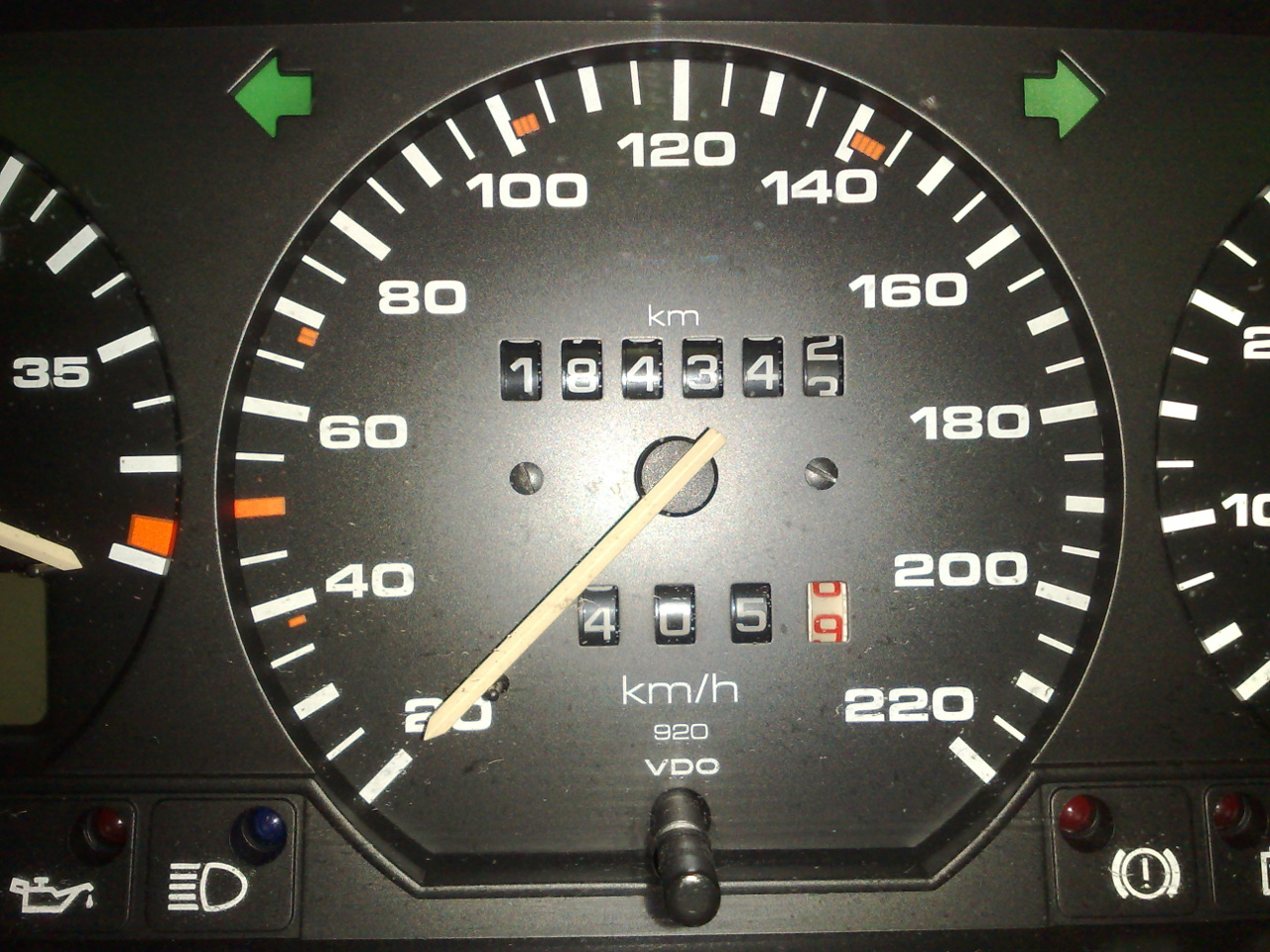
以km/h作為單位的速率表

千米每小時是速率（標量）和速度（矢量）的單位，國際單位制符號（SI symbol）為km/h，譯為千米/小時（惟km/h是國際單位制符號，行文中無需特別翻譯之），其亦得以km·h−1表示。其他非國際單位制符號表示方式包括kph、kmph及km/hr等，惟應避免使用。
儘管不是國際單位制導出單位，但在世界範圍內，千米每小時（km/h）是汽車速率表和道路標示牌上最常用的單位。其與kW·h都是以小時為基礎的常用單位，但被BIPM定義為「與國際單位制單位一起使用的非國際單位制單位」（"non-SI unit accepted for use with the International System of Units"）。

## 转化
- 3.6 km/h ≡ 1 m/s 速度的国际单位制导出单位——米每秒
- 1 km/h ≈ 0.277 78 m/s
- 1 km/h ≈ 0.621 37 mph ≈ 0.911 34 英尺每秒
- 1 kt ≡ 1.852 km/h 精确值
- 1 英里 = 1.609344 km（~1.61 km）[2]
- 1 英里每小时 = ~1.61 千米每小时
- 1 千米每小时 = ~0.62 英里每小时

## “迈”与“码”
在中国大陆，“千米每小时”表示机动车行车速度单位，时常被称作“迈”或者“码”。
“迈”为英里的英文名称的音译，本为非正式的长度单位，被误用作速度单位时，通常指英里每小时或千米每小时，尽管《现代汉语词典》等工具书中对“迈”表示“千米每小时”的用法有收录，但仍常被视为错误用法。
“码”本为英制长度单位，在中国大陆也并非正式的车速单位，但也有人因为其发音接近“迈”误用此词表示千米每小时。譬如杭州飙车案在一些正式中文媒体上都有“车速70码”的表述。
因为这些误用，尽管中国汽车、自行车车速用千米每小时为单位，车速表也经常被称为“迈速表”或者“码表”。